# Nombela
Nombela es un municipio y localidad española de la provincia de Toledo, en la comunidad autónoma de Castilla-La Mancha. El término municipal tiene una población de 895 habitantes (INE 2024).

## Toponimia
El término Nombela podría derivarse del latín lvmba, colina, más concretamente de su diminutivo lvmbella. En la cosmografía de Fernando Colón aparece citada como Monvela que significaría monte desde donde se vigila o vela. El monte podría ser el denominado El Berrocal o La Atalaya, próximo al Vado de Hormigos en el Alberche. Probablemente el topónimo se deba a la situación orográfica en la que se encuentra el municipio, junto a varias lomas y al pie de una sierra.
Existen otras dos versiones, menos fiables, del origen de este término. La primera señala que se tomaría el nombre de su conquistador cristiano, el infante aragonés don Vela y de aquí, por corrupción, pasaría a ser Nombela. La segunda, dada en 1578, explica que por el turno de vela o centinela que se hacía en el castillo de Escalona, se decía que el caserío cercano non vela, pues sus habitantes no tenían que hacer ese servicio.

## Geografía

Hidrografía

El municipio se encuentra situado «en un plano inclinado á la falda de la sierra Berrocal». Pertenece a la comarca de Torrijos y linda con los términos municipales de Cenicientos al norte, en la provincia de Madrid y Aldea en Cabo al noreste, Escalona al este, Hormigos al sureste, El Casar de Escalona y Los Cerralbos al sur, Cardiel de los Montes y Garciotum, con poco más de 100 m de frontera, y Pelahustán al oeste en la de Toledo.
El punto más alto se encuentra junto al límite con Aldea en Cabo al norte, en el monte Berrocal con 1067 m sobre el nivel del mar. Al sur, y limitando su término, discurre el río Alberche, en dirección este a oeste, donde desembocan los arroyos del Osillo, de la Parra y del Soto que discurren de norte a sur.
Se trata de la localidad a mayor distancia del mar de toda la península ibérica, situada a 430 km de la playa de la Malvarrosa, la más cercana.

## Historia
Su fundación podría ser ibérica o hebrea. En 1100 fue conquistada a los musulmanes por el infante Vela de Aragón. Años más tarde, el rey Alfonso VIII cambió a la familia García Yáñez, entre otros lugares, el castillo de Nombela, donde asentaron su residencia noble, a cambio de los lugares de Magán, Mocejón y las bodegas de Talavera y Madrid.[cita requerida]
En un documento de 1208 en el que Alfonso VIII se refiere a los términos entre el concejo de Segovia y los de Madrid y Toledo puede leerse «...et de illa aldea de Numbelas». Sin embargo, no se puede asegurar que se corresponda con Nombela. Donde no hay esta duda es en el Libro de la Montería escrito en 1344 por Alfonso XI, pues se indica el monte antes reseñado: «...la vna por encima de la cumbre de la sierra de Cenizientos, que non pase contra la Cabeça de Per Abat, njn contra el Berrocal de Nouela...».
En el siglo XV se integra en el ducado de Escalona, creado por Enrique IV, hasta que Felipe II exime a Nombela de esta jurisdicción, «en el año 1570 por cédula de 17 de mayo», erigiéndose el rollo para indicar su título de villa. 
Hacia mediados del siglo XIX, el lugar tenía contabilizada una población de 1223 habitantes. La localidad aparece descrita en el decimosegundo volumen del Diccionario geográfico-estadístico-histórico de España y sus posesiones de Ultramar de Pascual Madoz de la siguiente manera:

NOMBELA: v. con ayunt. en la prov. y dióc. de Toledo (8 leg.), part. jud. de Escalona (2), aud. terr. de Madrid (14), c. g. de Castilla la Nueva. sit. en un plano inclinado á la falda de la sierra del Berrocal, que la defiende del aire N. goza clima templado y se padecen algunas intermitentes: tiene 320 casas de mala distribucion interior en calles cómodas, empedradas y limpias; casa de ayunt., cárcel, carniceria, escuela de primeras letras, dotada con 2,200 rs. de los fondos públicos á la que asisten 120 niños de ambos sexos; igl. parr. dedicada á la Asuncion de Ntra. Sra., con curato de primer ascenso y provision ordinaria; en los afueras una ermita con la advocacion del Smo. Cristo de la Nava y el cementerio: se surte de aguas potables en varias fuentes en las inmediaciones, 3 pozos y un pilar en el pueblo sirviéndose los vec. para beber de una de las primeras y las demas para los ganados. Confina el térm. por N. con los de Pelahustan y Cenicientos; E. Aldea-en-cabo y Escalona; S. Hormigos y el Casar de Escalona; O. Nuño-gomez, Garciotum y Cardiel, estendiéndose 3 leg. de E. á O., la mitad de N. á S. y comprende los desp. de el Fondón y la Parrilla de Ayuso; las casas de Quejigoso, Fresnedoso y Panteon, con 12,000 fan. de tierra de labor, y mucho monte poblado de encinas. Le baña el r. Alberche en direccion de E. á O. dividiendo la jurisd. con el Casar y Hormigos; los arroyos de la Parra, de la Casa y del Osillo que marchan de N. á S. y desaguan en el interior. El terreno es de sierra y llano; en la primera se cuenta el Berrocal que forma cord. al N.; lo demas es flojo, pedregoso y de secano, dividiéndose en 4 suertes para la labor: los caminos vecinales: el correo se recibe en Maqueda por balijero tres veces a la semana. prod.: cereales de todas clases, vino, aceite, legumbres, hortaliza y seda; se mantiene ganado vacuno, cabrío, lanar y de cerda, y se cria caza menuda. ind. y com.: 4 molinos harineros, uno de aceite, y se esportan los frutos del pais. El pueblo de Nombela era rico, hoy es pobre: reducido su monte encinar á una mitad; la cria de ganados á 1/3; el viñedo á 1/6; el ramo de la seda á 1/10; y el arbolado de frutas á la nulidad; tiene pocos medios de mejorar de suerte, pues la agricultura no hará jamas muchos progresos: el fomento de arbolado con especialidad de la morera y el de la ganaderia, podría volverle á su ant. estado de riqueza. pobl.: 293 vec.; 1,223 alm. cap. prod.: 1.832,595 rs. imp.: 48,814. presupuesto municipal: 20,635 del que se pagan 3,000 al secretario por su dotacion y se cubre con 27,978 que producen los bienes de propios, quedando un sobrante de 7,343.
Esta v. fue ald. de Escalona y se redimió en el año 1570, por cédula de 17 de mayo.
(Madoz, 1849, p. 179)

## Demografía
Cuenta con una población de 895 habitantes (INE 2024).
| Gráfica de evolución demográfica de Nombela entre 1842 y 2021                                                         |
| |
| Población de derecho según los censos de población del INE. Población de hecho según los censos de población del INE. |

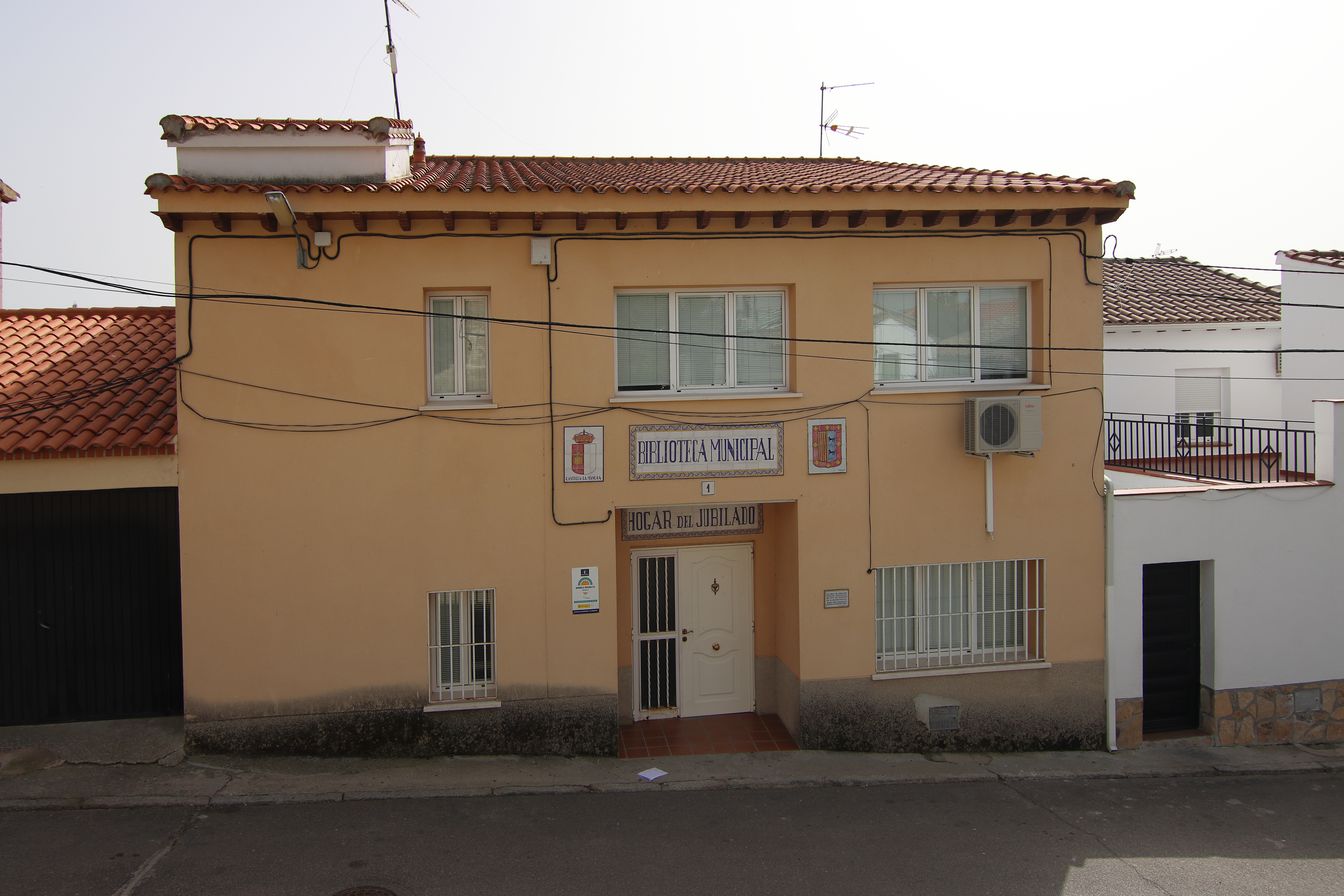
Biblioteca municipal y hogar del pensionista

El mantenimiento de la población alrededor de los 2000 habitantes durante la primera mitad del siglo XX sufrió un acusado descenso en la década de 1960. Sin embargo, la población parece estabilizarse a partir de 1990 en torno a los 1000 habitantes, si bien es cierto que en los últimos años la línea demográfica es descendente y, en el año 2023, se sitúa en los 907 habitantes, veintiséis más que en el año precedente. En el gráfico anterior, siguiendo datos del INE, se muestra la evolución demográfica de la villa desde 1900 hasta 2023.

## Economía
Históricamente ha sido una población fundamentalmente agrícola. Durante el siglo XIX se producía «trigo, centeno y vino», manteniéndose así mismo ganado lanar y la caza de conejos y perdices, estando la industria y el comercio relacionados directamente con la actividad agrícola.
En la actualidad el sector predominante es el de la construcción con un 40,4 % del total de empresas, seguido por los de servicios con un 23,4 %, industria con un 21,3 y en último lugar la agricultura con 14,9 %.

## Administración
| Periodo   | Nombre                   | Partido |
| --------- | ------------------------ | ------- |

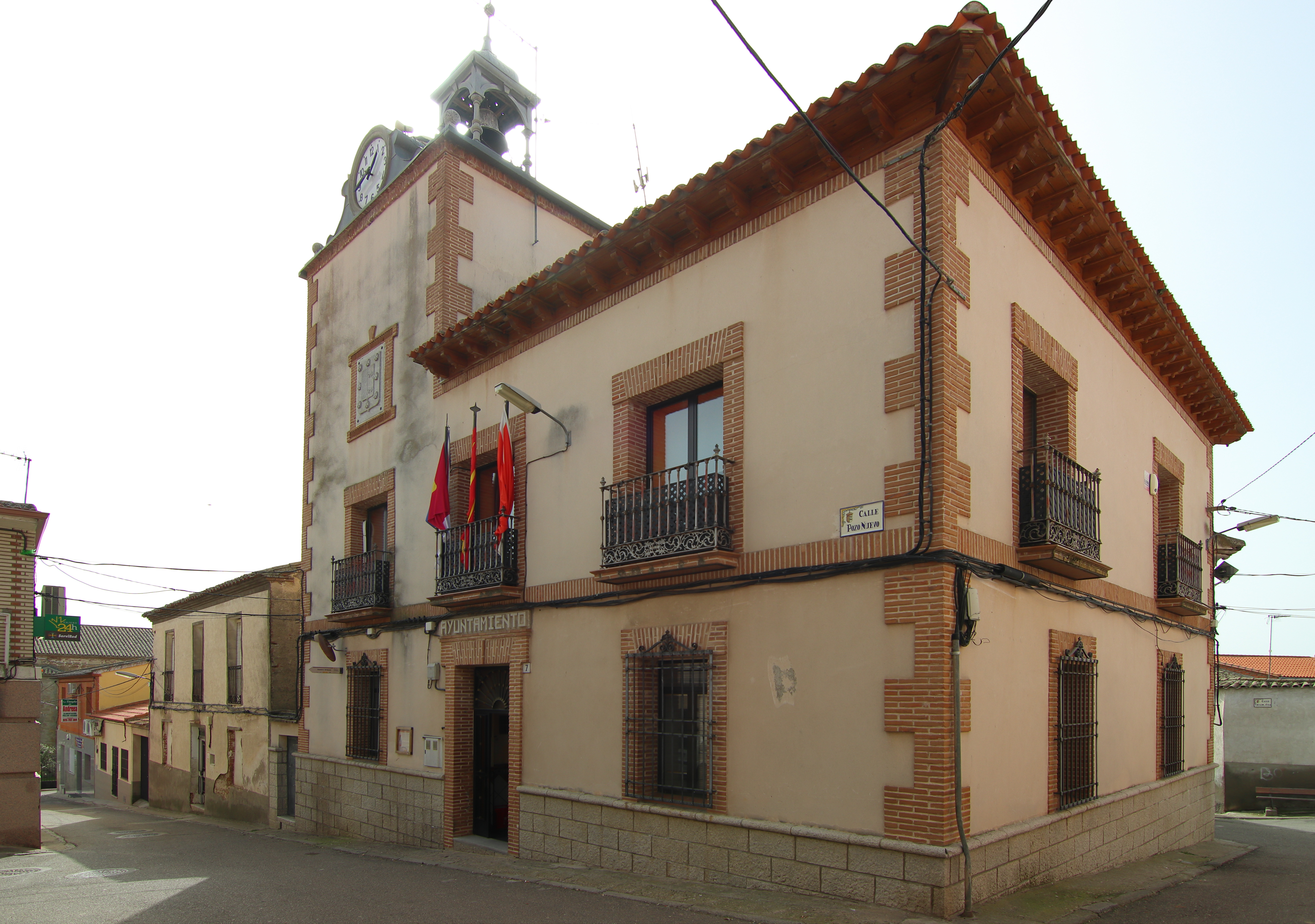
Casa consistorial

| 1979-1983 | Alejandro Martín Jiménez | PSOE    |
| 1983-1987 | Alejandro Martín Jiménez | PSOE    |
| 1987-1991 | Alejandro Martín Jiménez | PSOE    |
| 1991-1995 | Alejandro Martín Jiménez | PSOE    |
| 1995-1999 | Alejandro Martín Jiménez | PSOE    |
| 1999-2003 | Alejandro Martín Jiménez | PSOE    |
| 2003-2007 | Carlos Gutiérrez Prieto  | PSOE    |
| 2007-2011 | Carlos Gutiérrez Prieto  | PSOE    |
| 2011-2015 | Carlos Gutiérrez Prieto  | PSOE    |
| 2015-2019 | Carlos Gutiérrez Prieto  | PSOE    |
| 2019-2023 | Carlos Gutiérrez Prieto  | PSOE    |
| 2023-act. | Carlos Gutiérrez Prieto  | PSOE    |

## Patrimonio

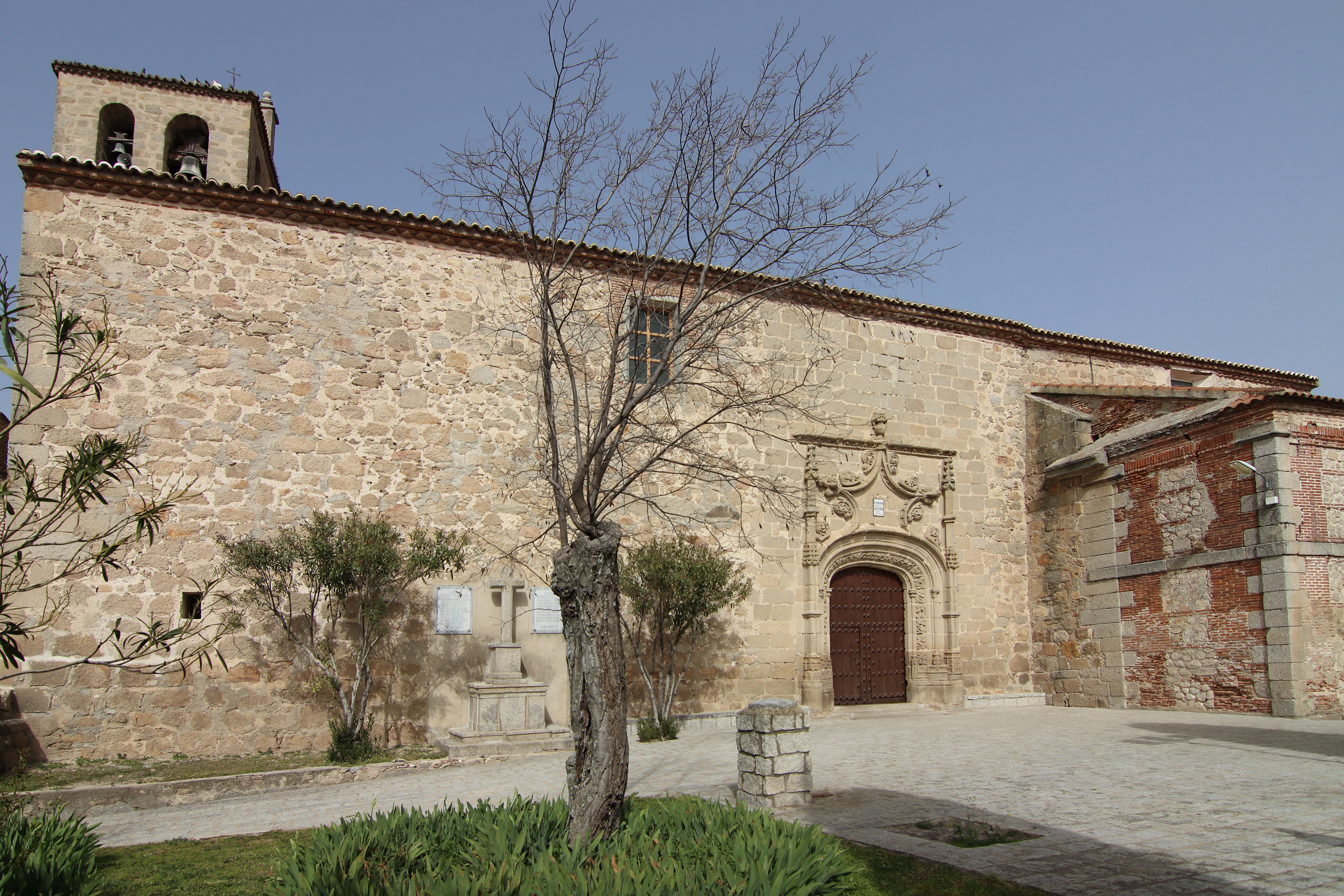
Iglesia de la Asunción de Nuestra Señora

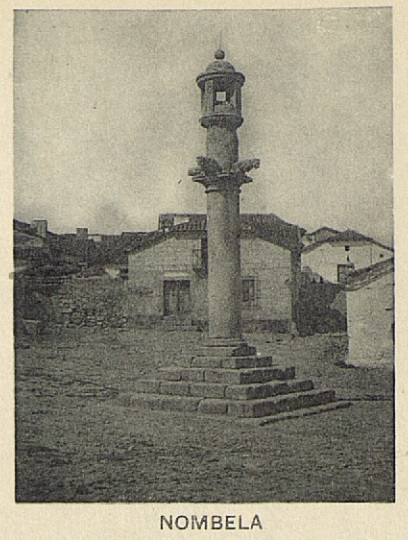
Rollo jurisdiccional de Nombela

- Rollo de justicia: de estilo renacentista, se asienta sobre una base de tres peldaños cuadrados, consta de una gruesa columna toscana, sobre cuyo capitel aparecen cuatro salientes leones. Se remata el monumento con un sencillo templete de cuatro pilastras terminado en un tejadillo troncocónico con una bola de remate.
- Ermita del Santo Cristo de la Nava: de planta rectangular de una sola nave. El presbiterio se encuentra separado del resto de la nave por un arco triunfal de medio punto.
- Iglesia parroquial de la Asunción de Nuestra Señora: edificada a principios del siglo XVI, en mampostería y sillería, de tres naves.[12]

## Fiestas
- Primer domingo de mayo: Cruz de Mayo.
- 15 de mayo: San Isidro, labrador.
- 25 de julio: Santiago Apóstol.
- 26 de julio: Santa Ana.
- 24 de diciembre: Lumbre de los Quintos.